# Cal Marquès

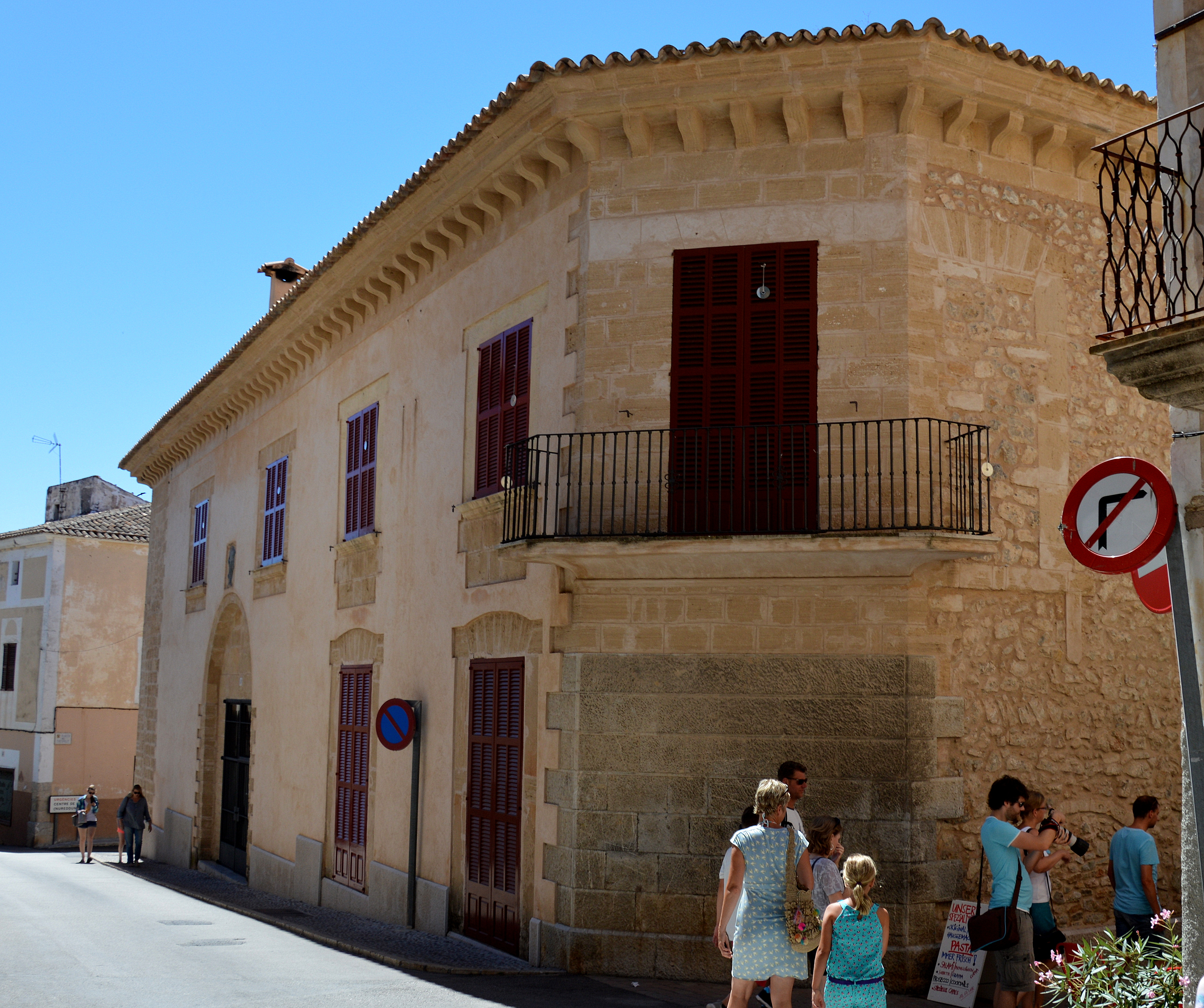
Cal Marquès, nordwestliche Ecke

Cal Marquès ist ein herrschaftliches Gebäude in der spanischen Gemeinde Artà im nordöstlichen Teil der Mittelmeerinsel Mallorca.

## Lage
Es befindet sich in der Altstadt von Artà in einer Ecklage an der Einmündung der Straße Carrer d'Antoni Blanes Joan auf die Carrer de Rafel Blanes. Das Gebäude nimmt einen großen Teil des Häuserblocks ein. 

## Architektur und Geschichte
Das große zweigeschossige herrschaftliche Stadthaus geht bis auf das Mittelalter zurück und wurde wiederholt grundlegend umgebaut. Als Entstehungszeit wird das 15. bis 17. Jahrhundert angegeben. Der als Rundbogenportal gestaltete Haupteingang befindet sich an der Nordseite. Geziert wird er vom Wappen der Marquis von Bellpuig sowie dem Jakobskreuz. Ein weiterer Eingang besteht vom Platz Trespolet her. Ein drittes Portal ist vermauert und führte ursprünglich in den von einer großen Mauer umgebenen Garten des Hauses. Durch mehrere Zugänge gelangte man durch die Mauer zu den Pferden und Wagen. Aufgrund von Fehden des Adels im 17. Jahrhundert wurden die Mauern so verstärkt, dass sie einen wehrhaften Charakter bekamen.
Das Gebäude stand im Eigentum der Marquise von Bellpuig. Mit dem Gebäude demonstrierte die einflussreiche mallorquinische Adelsfamilie ihre wirtschaftliche und soziale Bedeutung. Das Dach wird von großen Konsolen gehalten. Bemerkenswert sind die großen Balkons des Hauses.